# ニューロング
ニューロング株式会社（NEWLONG MACHINE WORKS, LTD）は、東京都台東区東上野に本社を置く包装機、自動包装機、製袋機、印刷機、印刷機器、加工機械のプラントエンジニアリングメーカーである。

## 解説
創業は袋包装・製袋用の工業ミシンの修理製造販売。包装機械工業界では国内最大手のメーカー。
1948年に長勇三郎と近藤恭弘が共同代表で創業。
1955年、新生「長ミシン商会」がニューロング工業より営業譲渡を受けて1964年に現在のニューロングと名称変更。
袋口縫ミシン、製袋ミシンにおいて自社営業所より直接販売しメンテナンスを行う販売体制を日本で初めて開始した。またクラフト紙袋用自動包装機、製袋機、フレキソ印刷機を日本で最初に開発したプラントメーカーでもあり、特にフレキソ印刷技術において日本の技術開発を最初に行い、セラミックアニロックスロールから印刷機までを製造する唯一のメーカーでもある。
最近では各種環境保全機器やプリント回路用銅箔製造プラント、太陽電池・二次電池製造機器も手がける加工開発プラントメーカーとして飛躍している。
またCSR活動の一環として1985年にNPO法人東京太極拳協会や1990年に清和国際留学生奨学会の設立に協力して、国際貢献活動も行い、国際的選手や研究者・学者を多く輩出している。また、海外に現地法人を十数箇所を擁するグローバル企業。NEWLONG、及び、その略号であるNLマークは、登録当初からニューロング株式会社が所有しており、海外及び国内では、このブランド名が一般的に通用している。

## 沿革
- 1948年 - ミシン修理業の個人事業の長ミシン商会を法人化し、長勇三郎・近藤恭弘が共同代表の株式会社長ミシン商会発足。
- 1955年 - 興和製袋株式会社を近藤恭弘が運営し、商号を株式会社長ミシン商会とする。新会社が旧長ミシン商会（現、ニューロング工業株式会社）より営業資産の譲渡を受ける。
- 1964年 - ニューロング株式会社と改称。
- 1966年 - 海外進出開始。
- 1970年 - 台湾に営業拠点を開設。
- 1976年 - シンガポールに現地法人を設立、東南アジアの拠点とする。
- 1978年 - アメリカ合衆国インディアナ州に現地法人を設立。
- 1983年 - 欧米・アジアに海外拠点を展開。
- 1984年 - タイに現地法人を設立。
- 1987年 - 海外拠点10ヵ所以上になる。
- 1990年 2月 - 在日外国人留学生を支援するため財団法人清和国際留学生奨学会を設立。
- 1990年 4月 - 紙ポリ加工機器部品、印刷関連部品の専門工場のニューロング技研（株）を設立。
- 1991年 - 国内営業所出張所の数25ヵ所となる。
- 1993年 - 中華人民共和国北京に現地法人を設立。
- 1996年 - 資本金を3億円に増額。
- 1997年 - 印刷機器の専門工場のニューロング秋田（株）を設立。
- 1999年 - インドネシアに現地法人を設立。
- 2003年 - 総合工場としてニューロング柏（株）が本格稼働。
- 2008年 - 紐朗包装機械（北京）有限公司、工場を拡大移転。
- 2015年 - 新枚葉製袋機開発。
- 2016年 - インドにベラカ・ニューロング・インディアを設立。
- 2018年 - 各工場増設、新体制発足